# Novabrasil Campinas
Novabrasil Campinas é uma emissora de rádio brasileira sediada em Campinas, cidade do estado de São Paulo. Opera no dial FM, na frequência 103,7 MHz, e é uma emissora própria da Novabrasil, sendo portanto, de propriedade do Grupo Thathi de Comunicação.

## História
A frequência 103,7 MHz surgiu em Campinas sob iniciativa do Monsenhor Geraldo Azevedo, que obteve a concessão em 1958 e lançou a Rádio Andorinha, com sinal restrito. A transmissão foi liberada somente em 1972, quando a emissora é repassada para Pontifícia Universidade Católica de Campinas, sendo controlada por Vidal Ramos. A programação passa a ser essencialmente religiosa, incluindo também programação adulta com notícias e música brasileira, orquestrada, serestas, comentários e poesias.
A partir do início da década de 1980, a emissora é repassada para diversos proprietários. Vidal Ramos se associa ao Coronel José Gomes e vende sua parte para o empresário José Luiz Junqueira. Posteriormente, Junqueira compra a parte de José Gomes e muda radicalmente a grade da emissora, transformando numa rádio voltada ao público jovem. Em 1985, Junqueira repassa a rádio para Orlando Negrão, proprietário da Rede Antena 1, tendo José Pires como concessionário. A partir de então, a emissora muda de nome para Antena 1. Em outubro de 1987, Orlando Negrão assume integralmente seu controle.
Em 1.º de janeiro de 1989, a emissora é vendida para a Rede Central de Comunicação, empresa criada em 1986 a partir da compra da Rádio Central do Monsenhor Geraldo Azevedo pela família do então governador Orestes Quércia. O nome fantasia continuou como Antena 1,
até agosto de 1994, quando a frequência passou a se chamar Nova FM, mantendo a programação implantada por Orlando Negrão. O novo projeto foi o embrião de uma futura rede de rádios que viria a ser implantada nos anos seguintes.
Em 1996, a emissora passa a repetir a programação adulto-contemporânea da Nova FM de São Paulo. Com a compra das emissoras que formavam a rede Manchete FM, do Grupo Bloch, as emissoras de São Paulo e Campinas que já pertenciam ao Grupo Solpanamby passaram a integrar a rede NovaBrasil FM a partir de 1.º de junho de 2000, sendo que a 103.7 MHz passa a se chamar NovaBrasil FM Campinas. A emissora repetia integralmente a programação da cabeça de rede e só inseria intervalos comerciais.
Em 4 de junho de 2016, a NovaBrasil FM Campinas deixa a rede e volta a se chamar Nova FM, retornando também ao projeto adulto-contemporâneo, mesclando a tradicional MPB com sucessos internacionais. Mesmo fora da rede, a emissora destinou duas faixas horárias para transmissão de programas da NovaBrasil FM (madrugada e a faixa de 7h as 9h).
Em outubro de 2020, a emissora e as demais empresas de comunicação do Grupo Solpanamby são vendidas ao Grupo Thathi de Comunicação, do empresário Chaim Zaher, com base em Ribeirão Preto. A nova administração assume no mês seguinte.
Em 18 de novembro, o Grupo Thathi em comunicado anunciou que a Nova FM volta a fazer parte da rede NovaBrasil FM a partir do dia 1 de dezembro, voltando a transmitir integralmente a rede adulta de música nacional após 4 anos.